# Еврейско-иракский диалект арабского языка
Евре́йско-ира́кский диале́кт ара́бского языка́ — один из еврейско-арабских диалектов, находящийся в употреблении евреев, живущих или ранее живших в Ираке.
По состоянию на 1994 год около 100 000 носителей диалекта, большей частью пожилые люди, проживали в Израиле. При этом общее число носителей диалекта оценивается в 151 820 человек, проживающих также в Ираке, Индии и Великобритании.
Использует еврейское письмо.
Среди разновидностей еврейско-иракского арабского диалекта выделяется еврейский багдадский диалект, а также диалекты северных городов Ирака, в первую очередь мосульский диалект (מצלאווי масла́ви).
Следует отметить при этом, что значительная часть евреев северного Ирака — курдистанские евреи — являлись носителями «курдских» еврейско-арамейских языков.